# Håkan Mohede
Hans-Håkan Ivar Mohede, född 6 april 1949, är en svensk skådespelare och röstskådespelare.

## Biografi
Mohede var byggnadsingenjör när han av en ren tillfällighet drogs med i musikalvågen och gjorde teaterdebut i Köpenhamn där han på Falconercentret medverkade i Europapremiären på Hair 1971 och Jesus Christ Superstar 1972. Mohede sjöng rollen Hannas i Malmö Operas uppsättning av Jesus Christ Superstar 2008.
Han genomgick 1972–1974 Teddy Rhodins musikalskola, vilket förde honom till Nils Poppe på Fredriksdalsteatern där han spelade i Blåjackor 1974. Hos Poppe spelade han även under 1990-talet, Spanska flugan 1992 och Bröderna Östermans huskors 1993. Han har även samarbetat några säsonger med Eva Rydberg, nämligen i Husan också! 1995, Upp till camping! 1996, Funny Girl 1997 och Sicken ärta! 1998. Mohede fortsatte på 2000-talet med Arsenik och gamla spetsar 2012 och 'Allå, 'allå, 'emliga armén 2013. 1997–1999 medverkade han i Miss Saigon på Østre Gasværk Teater.
År 1976 medverkade han i Chicago på turné med Riksteatern. Han var under 20 år anställd vid Malmö Stadsteater.
1999 kom han till Östgötateatern där han medverkade i musikalerna Jekyll & Hyde – the musical och En kul grej hände på väg till Forum samt farsen Habeas corpus. 2000–2001 medverkade han i Norrlandsoperans barnopera Tulipatanön.
Som röstskådespelare har Mohede bland annat gjort svenskspråkiga rösten till figurer som Dupondtarna i Tintin, Scrappy Doo i Scooby-Doo, Rolf/Reinar i Ed, Edd & Eddy och Donatello, Raphael, Splinter och Rocksteady, Vernon Fenwick och Baxter Stockman i Sun Studio AB:s dubbade version av Teenage Mutant Ninja Turtles på VHS och DVD.
Han var också svensk röstregissör på Flykten från hönsgården. Han har även medverkat som berättare i den brittiska serien Thomas och vännerna (S1-7, 1999-2007).

## Filmografi
- 1983 – Torsten och Greta (TV-serie)
- 1985 – August Palms äventyr (TV-serie)
- 1986 – Hurvamorden
- 1991 – Rosenholm (TV-serie)
- 1994 – Frihetens skugga (TV-serie)
- 1995 – Mördare utan ansikte (TV-serie)
- 1999 – Browalls (TV-serie)
- 2000 – Ronny & Julia (TV-serie)
- 2001 – Hipp Hipp!
- 2005 – Klovn (TV-serie)
- 2008 – Album (TV-serie)

## Teater

### Roller (ej komplett)
| År   | Roll               | Produktion                                                                    | Regi             | Teater              |
| ---- | ------------------ | ----------------------------------------------------------------------------- | ---------------- | ------------------- |
| 1975 |                    | Herrn går på jakt (Monsieur chasse!) Georges Feydeau                          | Andris Blekte    | Malmö Stadsteater   |
| 1979 |                    | Det är väl mitt liv? (Whose Life Is It Anyway?) Brian Clark                   | Torsten Sjöholm  | Malmö Stadsteater   |
| 1980 |                    | Käraste bröder Gun Ek                                                         | Kerstin Birde    | Malmö Stadsteater   |
| 1980 |                    | Omaka par (The Odd Couple) Neil Simon                                         | Egon Larsson     | Malmö Stadsteater   |
| 1981 |                    | Cirkus! Cirkus! - Historien om en clown (August, August, August) Pavel Kohout | Torsten Sjöholm  | Malmö Stadsteater   |
| 1984 |                    | Peer Gynt Henrik Ibsen                                                        | Edith Roger      | Malmö Stadsteater   |
| 1988 |                    | Skandal i familjen (A small family business) Alan Ayckbourn                   | Lennart Olsson   | Malmö Stadsteater   |
| 1990 |                    | Don Juan eller Stengästen (Dom Juan ou Le Festin de pierre) Molière           | Eva Sköld        | Malmö Stadsteater   |
| 1993 | Kronolänsman       | Bröderna Östermans huskors Oscar Wennersten                                   | Hans Bergström   | Fredriksdalsteatern |
| 1995 | Betjänten Karl-Jan | Husan också! Åke Cato och Mikael Neumann                                      | Hans Bergström   | Fredriksdalsteatern |
| 1996 |                    | Upp till camping Åke Cato och Mikael Neumann                                  | Hans Bergström   | Fredriksdalsteatern |
| 1997 |                    | Funny Girl Jule Styne, Bob Merrill och Isobel Lennart                         | Hans Bergström   | Fredriksdalsteatern |
| 2012 |                    | Arsenik och gamla spetsar (Arsenic and Old Lace) Joseph Kesselring            | Ronny Danielsson | Fredriksdalsteatern |
| 2013 | Roger LeClerc      | 'Allå, 'allå, 'emliga armén ('Allo 'Allo!) David Croft och Jeremy Lloyd       | Anders Albien    | Fredriksdalsteatern |
| 2014 |                    | Pang i bygget (Fawlty Towers) John Cleese och Connie Booth                    | Anders Albien    | Fredriksdalsteatern |